# Oxintes
En la mitología griega, Oxintes —hijo de Demofonte (y por lo tanto nieto de Teseo) y de Filis— fue el decimotercero rey mítico de Atenas. Tuvo dos hijos: Afidante y Timetes, que le sucedieron uno tras otro en el trono.